# بيتر هادن
بيتر هادن (بالإنجليزية: Peter Hadden)‏ هو كاتب بريطاني، ولد في 19 فبراير 1950، وتوفي في 5 مايو 2010.